# Basufan
Koordinaten: 36° 20′ N, 36° 52′ O
Basufan (arabisch باصوفان, DMG Bāṣūfān) ist ein abgelegenes Dorf im Nordwesten von Syrien. Die gleichnamige frühbyzantinische Siedlung wird wegen der Phokas-Kirche von 491/92 erwähnt, die zu den damals schönsten Kirchen im Gebiet der Toten Städte gezählt wird.

## Lage
Basufan liegt im Gouvernement Aleppo, etwa 30 Kilometer Luftlinie nordwestlich von Aleppo auf 583 Meter Höhe im westlichen Bereich des Dschebel Siman. Das verkarstete Hügelgebiet ist ein Teil des nordsyrischen Kalksteinmassivs. Der Ort ist über das an der Hauptstrecke von Aleppo nach Afrin gelegene Deir Seman erreichbar. Von hier windet sich eine Nebenstraße fünf Kilometer nach Nordosten in die Berge. In der Umgebung sind Reste von weiteren, in frühbyzantinischer Zeit besiedelten Orten erhalten: Drei Kilometer weiter nach Osten führt die Straße zum Ort Burj Haidar mit mehreren Kirchenruinen, unweit davon liegen Kharab Shams und Fafertin mit der ältesten Kirche Westsyriens. Zweieinhalb Kilometer nördlich von Burj Haidar ist in dem bereits ab dem 2. Jahrhundert blühenden Kafr Nabu eine Tempelruine aus römischer Zeit erhalten.  Dieser südliche Bereich des Dschebel Siman ist durch einen Kalksteinriegel vom zentralen Plateau von Brad getrennt. Das etwa 6,5 Kilometer Luftlinie entfernte Brad war das antike Verwaltungszentrum der Region.

## Ortsbild

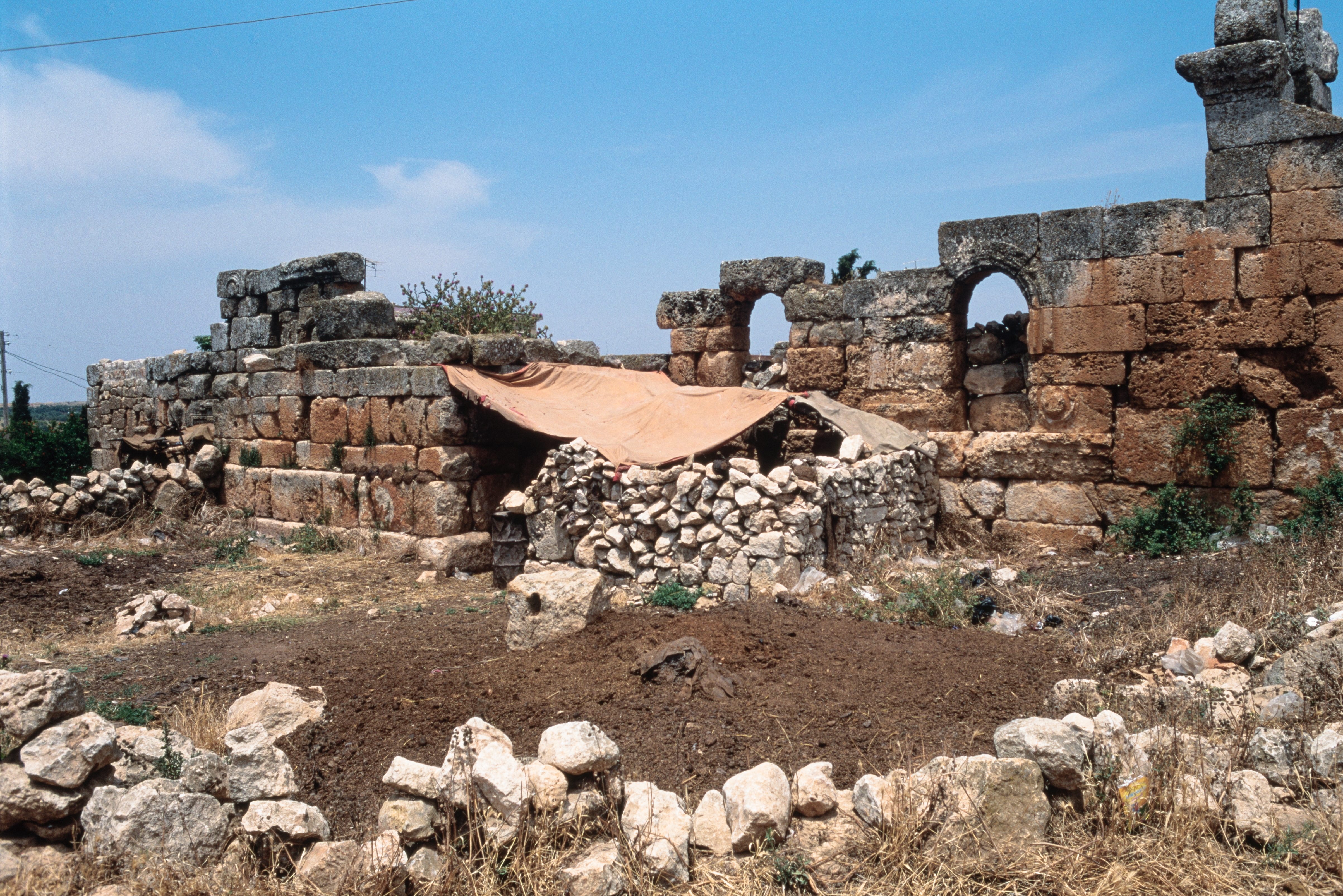
Phokas-Kirche. Südseite, 1995

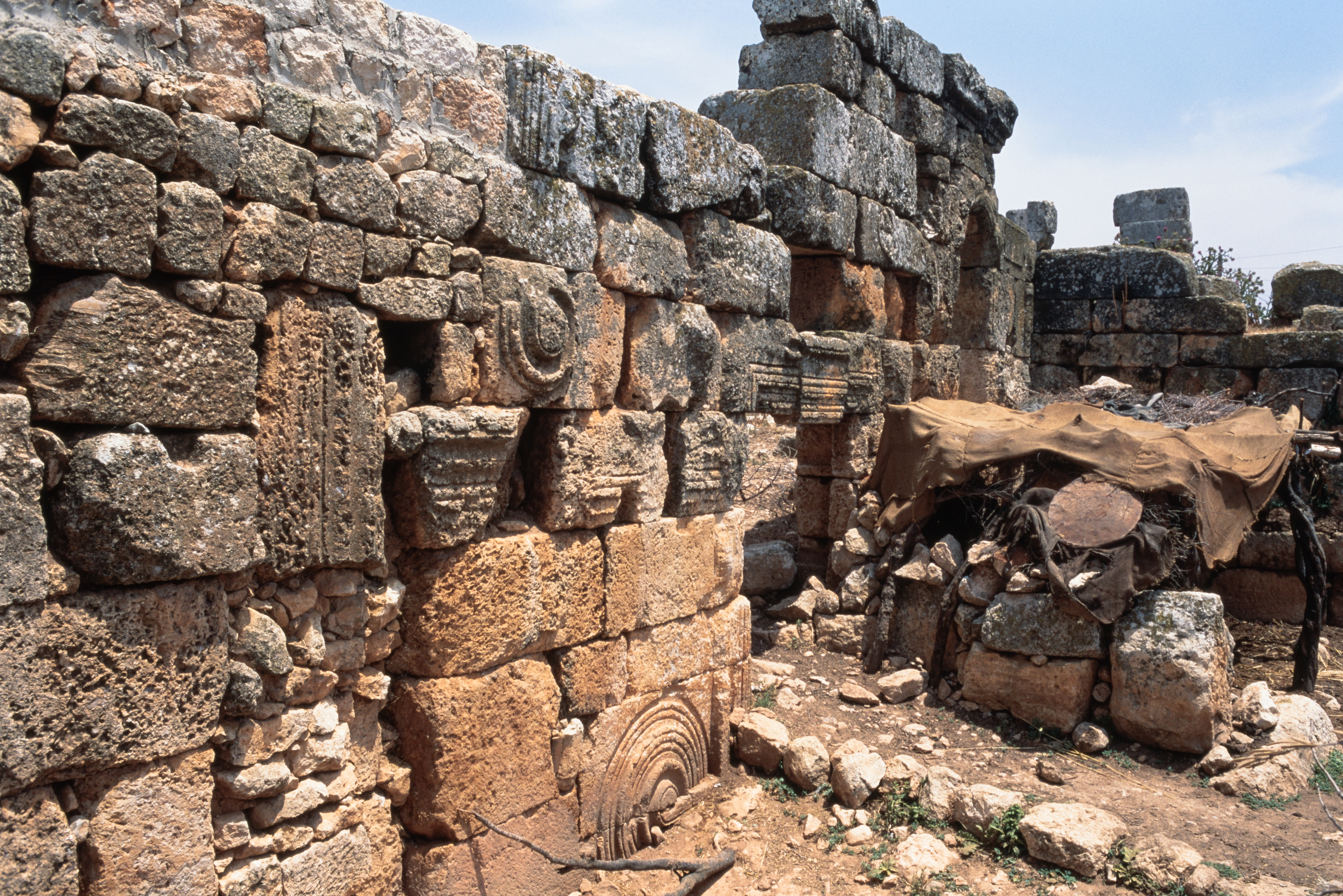
Phokas-Kirche. Aus Trümmern zusammengesetzte Mauer an der Südseite von innen

Aus der Blütezeit des Ortes vom 5. bis zum 7. Jahrhundert sind nur noch geringe Reste erhalten. Howard Crosby Butler, der als Leiter einer Expedition der amerikanischen Princeton University 1905 die Toten Städte untersuchte, berichtete von einem großen islamischen Friedhof um die Phokas-Kirche. Er fand die Reste einer weiteren, wie er vermutete, älteren Kirche, die fast vollständig zerstört war. Die Phokas-Kirche war wohl Teil eines Klosters.
Im selben Jahr reiste auch Gertrude Bell durch Basufan. Sie fand das Dorf überwiegend von Kurden bewohnt, die ihre Häuser während der heißen Sommermonate an Christen und Juden aus Aleppo vermieteten, die hier Urlaub machten. Die Kurden wohnten solange in Zelten.

### Phokas-Kirche
Die Kirche des Heiligen Phokas war eine dreischiffige Säulenbasilika, die nach einer Inschrift an der Südwand 491/2 datiert ist. Die syrische Inschrift nennt außer der Jahreszahl den Namen des Heiligen. Die Arkaden der Mittelschiffhochwände ruhten auf sechs Säulen und an den Außenwänden auf Pilastern. Das Kirchenschiff maß 24 × 15,4 Meter. Im Osten waren zwei rechteckige Apsisnebenräume seitlich über die dazwischenliegende halbrunde Apsis vorgezogen, die nicht wie üblich hinter einer durchgehenden Ostwand verborgen war. Die Nebenräume öffneten sich zu den Seitenschiffen; die südliche Kammer besaß zusätzlich eine Verbindungstür zur Apsis, sie diente folglich als Martyrion (Reliquienkammer). Ein Zugang zum Kirchenschiff befand sich in der Mitte der Südseite, ein zweiter an der westlichen Giebelseite.
Die erhaltenen Reste der Apsis und eines kleinen Stückes der Südmauer zeigen, dass es in den Wänden Rundbogenfenster gab, davon drei in der Apsis. Über die Fensterbögen verlief ein durchgehender Fries, der an den Enden zu Voluten aufgerollt war. Eine weitere horizontale Gliederung der Fassade erfolgte durch ein auf Höhe der Fensterbänke durchlaufendes Gesims, ein Sockelgesims und eines am Dach mit Karnies. Über dem Portal lag ein wulstartig hervortretender Sturz, darüber ein profilierter Entlastungsbogen. Der Türsturz war mit dichten, sich zu Kreisen rankenden Akanthusblättern dekoriert.
An der Altarwand überspannte ein aufwendig profilierter Triumphbogen die Apsis, dessen äußerer Rand eine Kette nach oben offener Halbkreise bildete. Der Bogen wurde seiner herausragenden Bedeutung innerhalb des Kirchenraumes entsprechend von Säulen gestützt, die vor der Wand aufgestellt und deren Schäfte durch gewundene Kanneluren hervorgehoben waren. Die Kapitelle dieser Säulen waren auf die anspruchsvollste Weise im korinthischen Stil mit windbewegtem Akanthus gestaltet.
Die Stilentwicklung der schönsten nordsyrischen Basiliken erfolgte gegen Ende des 5. Jahrhunderts innerhalb eines eng begrenzten Bereiches. Ausgangspunkt war die um 470 fertiggestellte Kirche von Qalb Loze. Dort wurden erstmals Friese, die bogenförmig über den Fenstern umliefen, zum wesentlichen Gestaltungsmerkmal der Außenwände. In Qalb Loze ragt die Apsis frei aus der Ostwand heraus. Zu ihrer gestalterischen Betonung wurden Säulen in zweigeschossiger Höhe der Apsiswand vorgestellt, die zugleich den Dachkranz tragen. Diese Gestaltung der Apsis wurde in einigen kleineren Kirchen auf bescheidenere Art nachgeahmt und in den großen Basiliken der Region weiterentwickelt. Die Basilika von Der Turmanin besaß eine fünfeckige Apsis mit einer Säulenstellung davor, die ähnlich wie bei der Phokas-Kirche von rechteckigen Nebenräumen eingegrenzt war. Die berühmteste Weiterentwicklung der frei aus der Ostwand hervortretenden Rundapsis zeigt das Simeonskloster. Die Phokas-Kirche besaß wie die genannten Kirchen zweigeschossige Säulen vor der Apsiswand, entsprechend dem zeitgleich entstandenen Simeonskloster gliederten drei Säulen die Apsis. Das Bauwerk gilt als seltenes Beispiel für die Kirche eines Dorfes, bei der eine erfahrene städtische Werkstätte in derselben künstlerischen Qualität wie an dem Vorbild dieser Kirche arbeitete.